# 長鬚鴞
長鬚鴞（學名Xenoglaux loweryi），又名長鬚鵂鶹，是秘魯亞馬孫大區及聖馬丁大區安地斯山脈特有的一種細小貓頭鷹。它們只分佈在海拔1890-2200米的茂密雲林。
長鬚鴞主要呈褐色，腹部及眼眉呈白色。眼睛很大及呈橙褐色。雖然沒有耳羽，其面部的羽毛長於頭部，彷彿有很長的耳羽一般。其屬名意思為「奇特的貓頭鷹」，就是指它們如此長的面部羽毛。它們一般長13-14厘米，是世界上最細小的貓頭鷹。它們可能是吃昆蟲的。
對於長鬚鴞的所知甚少。曾有三次將它們捕捉的紀錄。在自然環境下很難觀察到它們，最先是於2007年在日間觀察到它們及於夜間錄取了它們的叫聲。
由於它們十分稀少，加上分佈地有限及持續的伐林，它們現被列為瀕危。估計它們的數量介乎250-1000隻。其分佈位點受到保護，並限制其他物種，如皇領蜂鳥及赭額蟻鶇等的進入。

## 外部連結
- BirdLife Species Factsheet （页面存档备份，存于）
- 長鬚鴞的叫聲 （页面存档备份，存于）